# Christiania Theater
Christiania Theater was een theater in het huidige Oslo, destijds (vanaf 1624) Christiania geheten (Kristiania van 1878 tot 1924). Het door Denen opgerichte theater werd in 1837 geopend. Het had van 1852 tot 1862 concurrentie van het Kristiania Norske Theater. Het Christiana Theater fungeerde als hét nationaal theater van Noorwegen. Deze rollen zijn na de sluiting ervan, door een brand in 1877, overgenomen door het Nationaltheatret en Det Norske Teatret, beide te Oslo, samen met Den Nationale Scene in Bergen. 

## Geschiedenis
De historie van het Christiania Theater voert terug tot 1827, toen in een voormalig Deens etablissement aan de huidige Bankplassen, een plein in het centrum van Oslo, een klein theater werd opgericht door de Zweed Johan Peter Strömberg (1773- 1834). Er was gebrek aan Noorse acteurs, die het aan opleiding zou ontbreken, omdat er in Noorwegen geen toneelscholen waren. De Noren kregen kleinere rollen toebedeeld. Strömberg moest Zweden en Denen inhuren en ging onder meer daardoor in 1828 failliet. Het gebouw brandde in 1835 af.  
Het nieuwe gebouw werd op 4 oktober 1837 geopend. Op 15 januari 1877 werd het theater opnieuw getroffen door brand. Het gebouw werd zodanig zwaar beschadigd dat het afgebroken moest worden. Het hoofdkantoor van de Norges Bank, de centrale bank van Noorwegen, kwam ervoor in de plaats.  
In 2006 herrees een nieuw Christiania Theater voor shows en entertainment aan de Stortingsgatan 16 te Oslo.   

## Deens tegenover Noors
Voor de opening op 4 oktober 1837 schreef de Noorse Andreas Munch (1811-1884) Kong Sverres Ungdom (Koning Sverres jeugd). Zijn eerste toneelstuk, dat al enigszins nationalistisch was, werd uitgevoerd in het Deens, de taal die op het toneel in de eerste jaren overwegend gesproken werd.    
Na verloop van tijd ontstond het taalconflict dat in 1830 uitbarstte tussen twee Noorse auteurs en bekend staat als Konflikten mellom Wergeland og Welhaven. Johan Sebastian Cammermeyer Welhaven (1807-1873) wilde de Deense kant op (conservatief). Henrik Wergeland (1808-1845) wilde een meer zelfstandig Noorwegen op cultuurgebied (progressief). Bovendien wilde hij meer op het Noors gerichte acteurs. Het theater kreeg een gemengd gezelschap.  
In januari 1838 barstte vanwege het taalconflict een ruzie uit tijdens de opvoering van Wergelands Campbellerne eller den hjemkomne Søn (de Campbells of de teruggekeerde zoon). Tijdens de première was er gejoel en braken zowel binnen als buiten het gebouw gevechten uit. Een conservatieve Deense krant, uitgegeven door een kring rond Welhaven, begon Wergeland zwart te maken. Welhaven bleek er achteraf niets mee te maken te hebben, maar er ontstond een heftige polemiek tussen de twee schrijvers.    
In 1850 debuteerde Laura Sofie Coucheron Gundersen-Svendsen (1832-1898) in het Christiania Theater, waar ze toen als eerste Noorse actrice in dienst kwam en daarmee geschiedenis schreef. Zij en de acteur Johannes Brun (1832-1890), eveneens van Noorse komaf, waren nog Deensgericht.  
In 1856 was er opnieuw ruzie. Het ging nu om Bjørnstjerne Bjørnson. Deze schrijver wilde meer Noors gerichte acteurs. Het management was het daar in eerste instantie mee eens, maar kwam er later op terug. Bjørnson en de auteur Jonas Lie (ook pro-Noors) werden in hun standpunt gesteund door het publiek. Vervolgens kwam het theater weer in opspraak door een Zweed als leider te benoemen, terwijl Noorwegen zich los wilde maken uit de Personele Unie met Zweden. De Zweed Ludvig Josephson (1832-1899), toneelschrijver, acteur en theaterdirecteur koos enigszins de kant van de Noren. Maar ook toen vonden er demonstraties plaats.   
In 1867 vond de première van Peer Gynt, een in dat jaar geschreven toneelstuk door de Noor Henrik Ibsen (1828-1906), in het Christiania Theater plaats. Josephson stimuleerde de uitvoering van Peer Gynt, terwijl anderen destijds vonden dat het werk niet uitgevoerd kon worden.    